# Bajdzjarach
Een bajdzjarach (Russisch: Байджарах) is een kegelvormige heuvel van losliggend gesteente die achtergebleven is in het centrale deel van een polygoonbodem als gevolg van het smelten van ijswiggen door thermokarstprocessen in Periglaciale gebieden in de Russische autonome republiek Sacha (Jakoetië). Een dergelijke heuvel bereikt vaak een hoogte van 5 tot 10 meter met een oppervlakte aan de voet van 15 tot 20 meter.
In de eerste fase van het ontdooien van het ijs heeft een bajdzjarach de vorm van een pilaar. Wanneer het ijsgehalte van de omringende rotsen hoog is, zwellen deze op en vormen afgeronde depressies (alassen) van 8 tot 12 meter diep en soms wel tot 30 meter diep. Vaak zijn er mengvormen van alassen met bajdzjarachen aan de randen. 
De bajdzjarach is een wijdverspreid fenomeen in het laagland in het noorden van Jakoetië en komt vaak samen voor met de zogenoemde yedomacomplexen en in andere gebieden met ijswiggen van aanzienlijke dikte.